# Coendou pruinosus
Coendou pruinosus és una espècie de mamífer rosegador de la família dels porcs espins del Nou Món. Viu a Colòmbia i Veneçuela. La dissecció d'un exemplar suggerí que aquest animal s'alimenta d'escorça d'arbres. El seu hàbitat natural són els boscos de plana i, a altituds superiors, les selves nebuloses. Part del seu entorn natural està amenaçada per la desforestació.